# Leptagrion capixabae
Leptagrion capixabae – gatunek ważki z rodziny łątkowatych (Coenagrionidae). Endemit południowo-wschodniej Brazylii; stwierdzony w stanach Rio Grande do Sul i Espírito Santo.